# Chenolea lanata
Chenolea lanata är en amarantväxtart som beskrevs av Nikolaus Joseph von Jacquin och Horace Bénédict Alfred Moquin-Tandon. Chenolea lanata ingår i släktet Chenolea och familjen amarantväxter. Inga underarter finns listade i Catalogue of Life.